# 最後大魔王
《最後大魔王》是日本作家水城正太郎所寫的輕小說。漫畫版由小說的插畫家伊藤宗一所作，於秋田書店的漫畫月刊《Champion RED》2008年11月號開始連載。

## 故事
西曆30世紀，魔法成為了極普通的存在；在100年前的人魔大戰以人類的勝利為終結，元氣大傷的文明也逐漸恢復。這時，一名魔女將嬰兒放置在教堂門口即離開。嬰兒長大後就是本作的主角－紗伊阿九斗，他常給周圍的人帶來麻煩。
長大之後的阿九斗考入了康士坦魔術學院高等部，遂離開養父，自己一個人生活。在前往學校的公共汽車中，他和少女服部絢子立下友情之誓約。在之後進行的職業適應性調查中，阿九斗竟被人工精靈這樣告知：“編入號021號·紗伊阿九斗，將來的職業：魔王。”阿九斗不明白為什麼適合自己的職業竟是給世界帶來破壞和絕望的魔王，而傳言很快地傳遍學校。在和絢子關於班長的爭論中，他體內的魔王之力引發了大爆炸。從這天起，阿九斗的“克服成為魔王的命運之試練”開始了。

## 登場角色
※ 聲優順序為廣播劇CD/電視動畫。

### 康士坦魔術學院
紗伊阿九斗（聲：小野大輔/近藤隆、明石香織（幼年））
孤兒，5歲時被收養，長大後轉學入讀「康士坦魔術學院」高等部1年A班。（相當於高中）。
雖然是個標準的帥哥，卻因為天生的凶狠眼神，看起來活像是個手段高明的黑道中人，有著跟外貌極不協調的細膩個性。為人正經八百，但在別人面前總是要逞強耍帥，不慎的言論常常被人誤解，因而引發種種誤會。
由於小時候被信奉克羅神的修道院收養，所以自身基本上是信奉克羅神，但是本人在小時候就否定了神這一個存在，所以他是不信奉神的。
原本想成為的職業是「大祭司」，卻被預言未來的職業是「魔王」，在第一話中與絢子發生誤會而爭執。隨後魔王的力量覺醒，開始成為全校人人畏懼的存在。本身想成為清掃員，但是自己並不知康士坦魔術學院的清掃員的工作性質，之後知道了要做什麼後就放棄了，後來成為風紀委員。
無法對女性采取強硬態度，對螢娜更是完全沒輒。在動畫第12集時，因為螢娜的記憶改寫，而令大家認為阿九斗不是魔王、而是殺死魔王的人；但是在後來的定期檢查，還是被預言為未來的魔王。
曾我螢娜（聲：中原麻衣/豐崎愛生）
和阿九斗同班的天然呆，除了飛行和隱身魔法，其他都一竅不通的紅髮冒失娘。好幾撮像是天線般豎立於頭頂的呆毛十分引人注目，柔和的容貌則是有點慵懶過頭的感覺，散發出一股溫柔和藹的安心感及親切感。
很黏阿九斗，自稱「魔王護衛」，暱稱阿九斗為「小阿」。
頭上有著無法隨著自己隱身的髮飾，是阿九斗小時候在孤兒院送給她的紀念物。雖然會使用隱身魔法，但是身上的衣物無法隨著自己隱身，必須全裸才能完全隱身；而且隱身魔法常被意外解除，隱身魔法被意外解除的時機大多是在阿九斗面前，因此阿九斗經常目睹她的裸體。
是個「單一食材拘泥者」，對白米飯的熱愛已經到了過分執著的地步，光看煮飯時的蒸氣就能判斷米飯的種類及水質。很怕狗。
身上的血是「幻想異空間」的開關，實際上真實身分是「自同律」。由於「自同律」這個身份，而令她被斯拉哈神教徒認為是危險的存在，遭斯拉哈神教徒暗殺(請見動畫第9集)。
在加壽子死後繼任帝國女帝。
服部絢子（聲：白石涼子/日笠陽子）
1年A班班長。校內排行榜第2名（已公開）。伊賀流忍者。
散發出冷靜、清高氣息的美少女。但從她那雙修長鳳眼裡略顯尖銳的眼神中，亦可多少看出隱藏於外表下的頑固特質。個性一本正經，平日總是裝出一副嚴厲的態度，其實是個非常純情的傻大姐，偶爾會暴走（通常是因為阿九斗）。
自身和其家族都是信奉斯拉哈神，所以與其父親談相親時被父親要求要令阿九斗改變信奉的神。
非常喜歡阿九斗。因為傲嬌心態作祟而多次否認喜歡阿九斗，不過最後還是決定坦然面對自己的感情。對於阿九斗任何不好的行為，情緒都會激動起來。
因為各種意外，多次在阿九斗面前裸露。
其家族持有神劍「索哈亞之劍」，在家族中是沒有人能使用的劍。在動畫第10集中，服部奶奶把索哈亞之劍交給絢子使用；在動畫第11集，絢子成功使用索哈亞之劍。
可蘿奈（聲：茅原實里/悠木碧）
人造人，長著一張宛如洋娃娃般完美的姣好容貌，可總是面無表情。小腰包裏有各色各樣的秘物道具，拉動兔尾狀的尾巴會暫停機能。
被派來監督阿九斗。非常喜歡捉弄阿九斗，其實對阿九斗抱有好感。
自身是由信奉瑪庫特神的教徒所送來的使者(請見動畫第9集)。
江藤不二子（聲：牧島有希（VOL.1）/高垣彩陽（VOL.2-）/伊藤靜）
高等部3年級學生，女生宿舍舍長，校園偶像。專長是黑魔術，魔藥煉製。校內排行榜第1名。
表面上是個溫柔高雅的大小姐，實際上極度腹黑，一開始想把阿九斗變成自己的僕人來使喚；因某次的契機被阿九斗所救，陰謀變成如何讓阿九斗成為君臨天下的魔王及自己的男人。
不容許阿九斗跟其他女性有任何親密接觸。一直設法讓她的「阿九斗大人」的「某處」強硬起來。
三輪寬（聲：粕谷雄太/代永翼）
和阿九斗同班的壞小子，是阿九斗不請自來的跟班，非常崇拜身為魔王的阿九斗，專稱阿九斗為「大哥」。
被預言未來的職業是「勇者」。在湖中祠堂取得了祖父的石中短劍，而有了大和望一郎所製造的勇者裝備，變成了勇者Braver，之後為了優子和阿九斗戰鬥過，但在最後還是阿九斗的好朋友。
經常起哄而令阿九斗陷入更深的誤會。
喜歡絢子的妹妹服部優子，並多次救了優子的性命。
原本自己是勇者Braver的秘密並沒有人知道，但在和阿九斗戰爭時被破壞面具，因而被阿九斗和優子知道了自己是勇者Braver。
鳥井美津子（聲：高橋智秋）
保健室醫生，兼任高等部1年A班導師。平易近人、個性率直的老師。
極想要研究魔王的靈魂，所以不厭其煩地叮囑阿九斗死前一定要通知她。
白石莉莉（聲：神田朱未/廣橋涼）
學生會會長。個性為僕娘，平時總戴著一頂尖端巫師帽。對阿九斗的覺醒感到興趣。
身材嬌小但實力超群，能利用魔法改變手部肌肉使手臂伸長，借此快速擊出重拳。
若是被說身材矮小就會發狂，曾因此滅掉一支騎士團。
對阿九斗抱有好感。曾跟阿九斗接吻。
在動畫中，平時總戴著一頂尖端巫師帽掩飾自己的感情，說話和態度不同而轉不同的樣子，有時還會發出聲音（如笑聲和咆哮）。
大竹美智惠（聲：竹達彩奈）
學生會副會長。擅長操控機械蝙蝠。
神山康娜（聲：水原薰）
學生會會計。會變身成野狼。
艾爾娜爾（聲：壽美菜子）
學生會書記，是人造人眼鏡娘，擅長操縱大型機器人，基本上不說話，只會說「咕嘎」。但是在動畫第12集時，可能因為螢娜的記憶改寫，而開始能夠說話。
木多淑惠（聲：---）
跟魔法絕緣的天才御宅眼鏡娘科學家，沉迷於線上遊戲中。
「幻想異空間」的研究權威，希望有一天能完成「遊戲人生」的系統，使大家都能體會玩遊戲的樂趣。
父親是梅基斯神大祭司本多英彥。
瑩娜·多倫絲
金髮碧眼，長相和螢娜一模一樣的外國留學生。
自稱是阿九斗兒時在孤兒院贈送髮飾的女孩，除了阿九斗及自己的名字外沒有任何記憶。

### 帝國＆CIMO8
大和望一郎（聲：新垣樽助）
內閣魔術情報調查室「CIMO8」的領導者，開發了初代ZERO、勇者裝備等不需倚靠神祇系統的裝置。
是來自未來的時光旅行者，本身所處時代的人類已經滅亡。
照屋榮子（聲：佐藤聰美/戶松遥）
帝國公共安全委員會的朝廷密探。跟服部絢子一樣是斯哈拉教徒的忍者出身，但是是甲賀流忍者。
父親照屋敬三是斯哈拉神大祭司兼照屋家當主。
加壽子（聲：---）
帝國的女帝，但沒有實權。會使用三大皇宮秘術的「八尺瓊勾玉」及「天叢雲劍」。
死後，螢娜繼任女帝。
2V（聲：---/樋口智透）
CIMO8的操偶師，臉色蒼白的瘦弱少女。在人偶操控的皇宮祕術「八咫鏡」上是一流的高手。
真實身分是加壽子的雙胞胎姐姐及替身，結識望一郎後逃出皇宮並加入CIMO8。
倉橋賢人（聲：---）
CIMO8中代號「USD」的最高級魔法師。跟2V是舊識。過去被稱為「CIMO8最強」。
在望一郎死後繼承了其從未來帶來的全部技術。
Mr.X（聲：---/佐藤晴男）
CIMO8的戰鬥員，是個變態。
使用「噪音音樂（Noisy Music）」強化自己的身體，並中斷他人對魔力的控制力。
Rubbers（聲：---）
CIMO8戰鬥員，是個受虐狂。
將自己的身體改造成類似橡膠的狀態，刀槍不入且可隨意延伸。

### 其他
彼得豪森（聲：中井和哉/中田讓治）
身長十五公尺的黑龍，100年前大戰的「魔王の遺物」之一，被封印在學院內地下迷宮最深的宮殿。
動畫第五集中被不二子解除封印，在和阿九斗激戰後認阿九斗為新主人。在動畫第12集，因為了把阿九斗的魔力限制器解除後，在阿九斗為了和次元洞所放出的引力對抗時，為了保護阿九斗而犧牲了自己，犧牲前咬斷了自己一隻牙齒並交給了螢娜。
服部優子（聲：---/井口裕香）
服部絢子的妹妹。是一名偶像，藝名「星野百合」。過去曾被魔獸咬傷，因此體內有魔獸的殘餘能量。在動畫第12集中，阿九斗因為服部優子的魔力被斯拉哈神所控制，因而不能幫她清除魔獸的魔力（因清除魔獸的魔力時可能會更危險）；後來阿九斗成功弒神了，魔獸的魔力而清除了。
因曾經被勇者Braver救過性命，所以喜歡勇者Braver，後來知道勇者Braver就是三輪寬。
原本十分討厭身為魔王的阿九斗，但後來因為螢娜的記憶改寫而不討厭阿九斗。
三輪雪子（聲：---/矢作紗友里）
三輪寬的妹妹。一心相信三輪寬是一名勇者。
鈴木一成（聲：---）
「Zero G10」服飾店的店長，頂著爆炸頭的神祕男子。
和螢娜一樣是「單一食品狂熱症」的重度患者，對拉麵有著莫名的狂熱，亦不准其員工午餐吃拉麵以外的食物。
不二子的哥哥（聲：鳥海浩輔）
江藤家長男，和不二子年紀相差頗大。工作是測量員。
在測量學院地下遺跡時發現魔王遺物及望一郎的野心，在消除自己的記憶後遭望一郎殺害。後來不二子用黑魔術複製出他的首級、並讓靈魂附著其上，常感嘆不二子的腹黑。
照屋敬三（聲：中村浩太郎）
榮子的父親，照屋家當主、斯哈拉神大祭司。
常奉斯哈拉神旨意進行暗殺。在暗殺螢娜時被望一郎擊敗，並遭榮子攻擊，最後把被望一郎削去的臉部加裝機械存活下來。
服部洋藏（聲：斧篤）
絢子和優子的父親，服部家當主，伊賀流首領。
擅長施展伊賀流忍術及幻術，實力亦相當高強。

## 小說列表
| 卷數 | Hobby Japan   | Hobby Japan            | 東立出版社     | 東立出版社         |
| 卷數 | 發售日期      | ISBN                   | 發售日期       | ISBN               |
| ---- | ------------- | ---------------------- | -------------- | ------------------ |
| 1    | 2008年2月1日  | ISBN 978-4-89425-660-6 | 2008年8月21日  | ISBN 9789861021843 |
| 2    | 2008年5月1日  | ISBN 978-4-89425-703-0 | 2008年11月24日 | ISBN 9789861021850 |
| 3    | 2008年9月1日  | ISBN 978-4-89425-759-7 | 2009年2月26日  | ISBN 9789861030456 |
| 4    | 2008年12月1日 | ISBN 978-4-89425-794-8 | 2009年5月15日  | ISBN 9789861035611 |
| 5    | 2009年2月28日 | ISBN 978-4-89425-830-3 | 2009年8月20日  | ISBN 9789861041650 |
| 6    | 2009年6月30日 | ISBN 978-4-89425-882-2 | 2009年11月19日 | ISBN 9789861046198 |
| 7    | 2009年9月1日  | ISBN 978-4-89425-929-4 | 2010年2月4日   | ISBN 9789861051086 |
| 8    | 2009年12月1日 | ISBN 978-4-89425-966-9 | 2010年4月1日   | ISBN 9789861053332 |
| 9    | 2010年4月1日  | ISBN 978-4-7986-0029-1 | 2010年7月15日  | ISBN 9789861060019 |
| 10   | 2010年7月1日  | ISBN 978-4-7986-0077-2 | 2010年11月4日  | ISBN 9789861065281 |
| 11   | 2010年12月1日 | ISBN 978-4-7986-0150-2 | 2011年5月19日  | ISBN 9789861078021 |
| 12   | 2012年9月29日 | ISBN 978-4-7986-0460-2 | 2015年3月2日   | ISBN 9789863829287 |
| 13   | 2014年3月29日 | ISBN 978-4-7986-0799-3 |                |                    |

## 漫畫列表
| 卷數 | 秋田書店      | 秋田書店               | 東立出版社     | 東立出版社             |
| 卷數 | 發售日期      | ISBN                   | 發售日期       | ISBN                   |
| ---- | ------------- | ---------------------- | -------------- | ---------------------- |
| 1    | 2009年6月5日  | ISBN 978-4-253-23466-5 | 2009年12月24日 | ISBN 978-986-251-094-0 |
| 2    | 2010年4月5日  | ISBN 978-4-253-23467-2 | 2010年5月10日  | ISBN 978-986-251-189-3 |
| 3    | 2011年6月5日  | ISBN 978-4-253-23468-9 | 2012年2月1日   | ISBN 978-986-251-642-3 |
| 4    | 2012年4月20日 | ISBN 978-4-253-23469-6 | 2012年12月1日  | ISBN 978-986-251-909-7 |
| 5    | 2014年4月18日 | ISBN 978-4-253-23470-2 | 2016年9月15日  | ISBN 978-986-475-144-0 |

## 電視動畫

### 製作人員
- 監督：渡部高志
- 人物設計、總作畫監督：小林利充、小關雅
- 系列構成、脚本：吉岡孝夫
- 腳本：赤星政尚
- 美術監督：河合伸治
- 攝影監督：大西博
- 編集：岡安編集室
- 音響監督：本山哲
- 音響製作：delfi sound
- 動畫製作：ARTLAND
- 製作：康士坦魔術學院（Marvelous Entertainment、Media Factory、Hobby Japan、AT-X、Good Smile Company、GENCO、Lantis）

### 主題曲
片頭曲
- 「REALOVE：REALIFE」

作詞：畑亞貴/ 作曲、編曲：黑須克彥/ 主唱：sphere
僅用於第2～10話，而在第1、12話改為片尾曲。
片尾曲
- 「Everyday sunshine line!」（第2～11話）

作詞：こだまさおり/ 作曲：關野元規/ 編曲：TSUKASA（Sound Online）/ 主唱：麻生夏子
僅用於第2～11話。

### 各話標題
| 話數   | 日文標題 | 中文標題           | 劇本     | 分鏡              | 演出              | 作畫監督                                                                |
| ------ | -------- | ------------------ | -------- | ----------------- | ----------------- | ----------------------------------------------------------------------- |
| ACT 01 |          | 魔王诞生了!        | 吉岡孝夫 | 渡部高志          | 神保昌登          | 小關雅                                                                  |
| ACT 02 |          | 奇怪的監視員       | 吉岡孝夫 | 渡部高志          | 高島大輔          | 緒方美枝子                                                              |
| ACT 03 |          | 有點恐怖的學姐     | 吉岡孝夫 | 渡部高志          | 野亦則行          | 齊藤美香 西野理惠 宮田奈保美 猿渡聖加 雨宮英雄                          |
| ACT 04 |          | 獨處有趣?          | 吉岡孝夫 | 渡部高志          | 關野圭一          | 梶浦紳一郎                                                              |
| ACT 05 |          | 小心地下迷宮       | 吉岡孝夫 | 渡部高志          | 矢吹勉            | 杉光登                                                                  |
| ACT 06 |          | 向著臨海學校出發!  | 赤星政尚 | 神保昌登 渡部高志 | 木村崇裕          | 若野哲也                                                                |
| ACT 07 |          | 傳說的勇者現身!    | 赤星政尚 | 神保昌登 渡部高志 | 神保昌登          | 沼田誠也                                                                |
| ACT 08 |          | 對哪個人迷戀?      | 吉岡孝夫 | 渡部高志          | 則座誠            | 細山正樹                                                                |
| ACT 09 |          | 不得了的相親騷動   | 赤星政尚 | 渡部高志          | 安藤正臣          | 猿渡聖加 宮崎修治                                                       |
| ACT 10 |          | 阿九斗的帝都大戰爭 | 赤星政尚 | 渡部高志          | 水本葉月 下田久人 | 小林ゆかり 宮田奈保美 鎌田祐輔 杉光登                                   |
| ACT 11 |          | 女人們的最終決戰   | 赤星政尚 | 渡部高志          | 木宮茂 副田榮治   | 西村理惠 富山大輔 鳥居貴史 高原修司 服部憲治                            |
| ACT 12 |          | 完美的結局?        | 吉岡孝夫 | 渡部高志          | 矢吹勉 安藤正臣   | 小林利充 小關雅 宮田奈保美 杉光登 間田一八 宮崎修治 小林ゆかり 鈴木伸一 |

### 播放电视台
| 播放地域 | 播放电视台   | 播放期間               | 播放日期（UTC+9）        | 播放系列   | 備考                  |
| -------- | ------------ | ---------------------- | ------------------------ | ---------- | --------------------- |
| 東京都   | TOKYO MX     | 2010年4月2日 - 6月18日 | 周五 25時30分 - 26時00分 | 独立UHF局  |                       |
| 埼玉縣   | 埼玉電視台   | 2010年4月3日 - 6月19日 | 周六 25時30分 - 26時00分 | 独立UHF局  |                       |
| 千葉縣   | 千葉電視台   | 2010年4月3日 - 6月19日 | 周六 25時35分 - 26時05分 | 独立UHF局  |                       |
| 神奈川縣 | 神奈川電視台 | 2010年4月3日 - 6月19日 | 周六 26時30分 - 27時00分 | 独立UHF局  |                       |
| 日本全域 | AT-X         | 2010年4月5日 - 6月21日 | 周一 11時00分 - 11時30分 | CS衛星放送 | 有重播                |
| 兵庫縣   | SUN電視台    | 2010年4月6日 - 6月22日 | 周二 26時10分 - 26時40分 | 独立UHF局  |                       |
| 愛知縣   | 愛知電視台   | 2010年4月7日 - 6月23日 | 周三 26時28分 - 26時58分 | 東京電視網 |                       |
| 日本全域 | まべちゃん   | 2010年4月8日 - 6月24日 | 星期四 24時00分更新      | 網路電視   | 第1話和最新話免費播放 |
| 日本全域 | ShowTime     | 2010年4月9日 - 6月25日 | 星期五 15時00分 更新     | 網路電視   | 第1話和最新話免費播放 |

### 映像特典
DVD/BD（セル版のみ）各卷收錄的映像特典短篇動畫「もひとつおまけの大魔王」。
| 話數   | 日文標題                                         | 中文標題                                 | 原案       | 劇本     | 分鏡     | 演出     | 作畫監督 |
| ------ | ------------------------------------------------ | ---------------------------------------- | ---------- | -------- | -------- | -------- | -------- |
| ACT 01 | ドキ!?女子だらけの水泳大会!ポ○リもあるよ!?       | 心跳！？女生們的游泳比賽！有露○哦！？    | 水城正太郎 | 門田祐一 | 渡部高志 | 野亦則行 | 小関雅   |
| ACT 02 | 絢子のドキドキ忍法帖!?                           | 絢子的心跳忍法帖！？                     |            | 吉岡孝夫 | 渡部高志 | 野亦則行 | 小関雅   |
| ACT 03 | けーなの愛のエプロン!?                           | 螢娜的愛之圍裙！？                       | 水城正太郎 | 門田祐一 | 渡部高志 | 野亦則行 | 小関雅   |
| ACT 04 | 遭難サバイバル!?                                 | 遇難求生！？                             | 水城正太郎 | 門田祐一 | 渡部高志 | 矢吹勉   | 鳥居貴史 |
| ACT 05 | ころねリポート。或いは紗伊阿九斗のつつがない日常 | 可蘿奈報告。或者說是紗伊阿九斗的和平生活 |            | 吉岡孝夫 | 渡部高志 | 矢吹勉   | 小関雅   |
| ACT 06 | ユカイツーカイ生徒会!?                           | 愉快痛快學生會！？                       |            | 吉岡孝夫 | 渡部高志 | 矢吹勉   | 小関雅   |

## 外部連結
- 動畫官方網站 （页面存档备份，存于）（日語）
- http://hobbyjapan.co.jp/hjbunko/series/daimaou/index.html （页面存档备份，存于）（日語）
- （日語）
- （日語）

1. ↑  . 夠Yeah.   [2024-06-21]. （原始内容存档于2011-09-24）.